# كيا حسين الثاني
كيا حسين الثاني (بالفارسية: کیا حسین)، كان آخر حكام سلالة أفراسياب، حكم من أواخر القرن الخامس عشر حتى وفاته عام 1504. وكان حفيد وخليفة لهراسب.

## سيرته

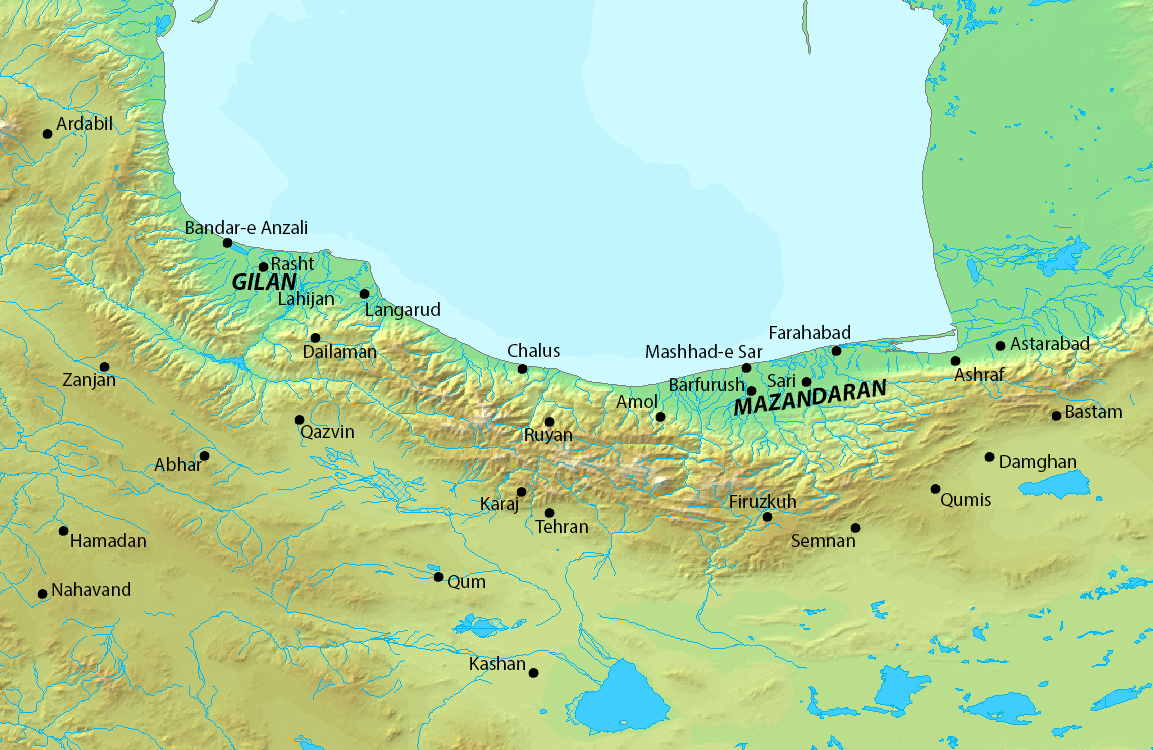
خريطة شمال إيران.

حكم جزءًا كبيرًا من غرب مازندران ومناطق فيروزكوه ودماوند وهاري رود. أثناء حل اتحاد الآق قويونلو، وسَّع كيا حسين الثاني حكمه من غرب إيران إلى وسطها، حيث استولى على الري وسمنان. كما هزم محمد حسين ميرزا، الذي كان الوالي التيموري لأسترآباد. من المحتمل أنه في هذه الفترة تقريبًا تزوج كيا حسين الثاني من أميرة الآق قويونلو تاجلو بيجوم.
وأصبح فيما بعد عدوًا للشاه الصفوي إسماعيل الأول (حكم 1501–1524)، والذي ربما كان يعتبره منافسًا على قيادة الشيعة في إيران. في عام 1504، تم غزو أراضي كيا حسين الثاني من قبل إسماعيل الأول، الذي استولى على معاقل جول خان وفيروزكوه، وحاصر كيا حسين الثاني في أوستا، الذي تم القبض عليه بعد فترة قصيرة. إلا أن الأخير انتحر، فأُحرقت جثته في أصفهان أمام أهلها، بينما ذُبح أتباعه في مازندران. قام إسماعيل الأول بأخذ تاجلو بيجوم إلى حريمه، حيث أصبحت زوجته المفضلة.